# Tipula (Eumicrotipula) bathromeces
Tipula (Eumicrotipula) bathromeces is een tweevleugelige uit de familie langpootmuggen (Tipulidae). De soort komt voor in het Neotropisch gebied.